# Confederação Africana de Atletismo
A Confederação Africana de Atletismo (inglês:Confederation of African Athletics ), também conhecida pelo acrônimo CAA, é a associação continental para o esporte de atletismo na África . Fundada em 1973, está sediada em Dakar , no Senegal . Organiza o Campeonato Africano de Atletismo e outras competições continentais. O presidente do organismo é Hamad Kalkaba Malboum, dos Camarões. 

## Presidentes
|   | Periodo     | Presidente            | País     |
| - | ----------- | --------------------- | -------- |
| 1 | 1973 – 2003 | Lamine Diack          | Senegal  |
| 2 | 2003 –      | Hamad Kalkaba Malboum | Camarões |

## Federações associadas
Em 2014, contava com 54 federações nacionais distribuídas em cinco zonas regionais:
| Norte da África                      | África Ocidental | África Oriental                                                                                    | África Central | África Meridional |
| ------------------------------------ | --- | -------------------------------------------------------------------------------------------------- | --- | --- |
| Argélia · Líbia · Marrocos · Tunísia | Benim · Burquina Fasso · Cabo Verde · Costa do Marfim · Gâmbia · Gana · Guiné · Guiné-Bissau · Libéria · Mali · Mauritânia · Níger · Nigéria · Senegal · Serra Leoa · Togo · | Egito · Eritreia · Etiópia · Quênia · Somália · Sudão do Sul · Sudão · Tanzânia · Uganda · Djibuti | Burundi · Camarões · República Centro-Africana · Chade · República do Congo · República Democrática do Congo · Gabão · Guiné Equatorial · Ruanda · São Tomé e Príncipe · | Angola · Botswana · Comores · Lesoto · Madagáscar · Malawi · Ilhas Maurícias · Moçambique · Namíbia · Seicheles · África do Sul · Essuatíni · Zâmbia · Zimbabwe |

## Competições
- Campeonato Africano de Atletismo
- Campeonato Africano Sub-20 de Atletismo
- Campeonato Africano Sub-18 de Atletismo
- Campeonato Africano de Eventos Combinados
- Campeonato Africano de Corta-Mato
- Campeonato Africano de Corrida de Montanha
- Campeonato Africano de Marcha Atlética